# Rijksweg 18
Der Rijksweg 18 ist eine niederländische Autobahn/Nationalstraße die von Zevenaar bis nach Enschede verläuft. Früher gehörte die A18/N18 zur A15/N15. Aber da es keine direkte Verbindung gibt und gab, wurde die damalige A15/N15 in dem Bereich zwischen dem Knooppunt Oud-Dijk und Enschede in A18/N18 umbenannt. Dass die A18/N18 irgendwann einmal mit der A15/N15 verbunden wird und wieder in A15/N15 umbenannt wird, ist derzeit wenig wahrscheinlich.
Zwischen dem Knooppunt Oud-Dijk und Varsseveld ist der Rijksweg 18 eine Autobahn und verläuft als A18. Zwischen Varsseveld und Enschede verläuft sie als N18, wobei sie zwischen Groenlo und Enschede als Kraftfahrstraße Twenteroute ausgebaut ist. Teilweise 1+1, teilweise 2+2, jeweils mit Mitteltrennung und, bis auf den Anschluss an die A35 niveaufreien Knoten.

## Verbindung Knooppunt Oud-Dijk - Knooppunt Ressen (A15)
Die ursprünglichen Pläne sahen vor, die A15 mit der A12 und der A18 zu verbinden. 2005 wurden zwei Bauvorschläge eingereicht, eine konkrete Planung wurde aber zunächst nicht vorgenommen. Am 22. Juni 2011 wurde bekannt, dass die A15 in Bemmel fortgesetzt wird. Melanie Schultz van Haegen, Ministerin für Infrastruktur und Umwelt der Niederlande, hatte Vereinbarungen mit der Provinz Gelderland und der Stadsregio Arnhem-Nijmegen geschlossen, die sich an dem Bauvorhaben beteiligen. Demnach würde das Projekt Teil einer Mautstrecke. Die Baukosten wurden auf 1 Mrd. Euro geschätzt, von denen das Land 385 Mio. Euro und die Provinz sowie die Stadsregio 372 Mio. Euro übernehmen sollte. Im Mai 2018 konnte die Neubaustrecke schließlich als N18 für den Verkehr freigegeben werden.
Eine andere Alternative wäre ein Ausbau der vorhandenen Straßen A50, A12 und N32 gewesen. Die Provinz Gelderland prüfte seinerzeit auch diese Variante. Die Kosten für den Bau der Alternative wurden auf 750 Mio. Euro geschätzt. Zusätzlich wäre auf der Strecke außerdem ein Tunnel unter dem Pannerdens-Kanal erforderlich gewesen, der laut Rijkswaterstaat weitere rund 375 Mio. Euro gekostet hätte.